# 1970年全豪オープン
1970年 全豪オープン（1970ねんぜんごうオープン、英：Australian Open 1970）は、オーストラリア・シドニー市内にある「ホワイトシティ・テニスクラブ」において、1970年1月19日から27日まで開催された。

## 大会の流れ
- 「全豪オープン」として開催された2度目の大会。当時の全豪オープン開催都市は、シドニー・メルボルン・アデレード・ブリスベンを回り持ちしていた。
- 大会会場は「ホワイトシティ・テニスクラブ」の芝生コートで開催。
- 男子シングルスは「48名」の選手による6回戦制で行われ、シード選手16名に「1回戦不戦勝」があった。女子シングルスは「43名」の選手による6回戦制で、シード選手8名を含む21名の選手に「1回戦不戦勝」があった。男女とも、シード選手の初戦敗退は「2回戦＝初戦」と表記する。
- 混合ダブルスは、本年から1985年まで競技の実施が中止された。したがって、記事中の「決勝戦の結果」に混合ダブルスはなく、4部門のみの記載になる。

## シード選手

### 男子シングルス
1. トニー・ローチ　（ベスト8）
2. ジョン・ニューカム　（ベスト8）
3. トム・オッカー　（ベスト8）
4. アーサー・アッシュ　（初優勝）
5. スタン・スミス　（3回戦）
6. デニス・ラルストン　（ベスト4）
7. ニコラ・ピリッチ　（3回戦）
8. ボブ・ルッツ　（3回戦）
9. ロジャー・テーラー　（ベスト4）
10. レイ・ラッフェルズ　（ベスト8）
11. アラン・ストーン　（3回戦）
12. ディック・クリーリー　（準優勝）
13. ビル・ボウリー　（3回戦）
14. ジョン・アレクサンダー　（3回戦）
15. ジェラルド・バットリック　（3回戦）
16. ボブ・カーマイケル　（2回戦＝初戦）

### 女子シングルス
1. マーガレット・スミス・コート　（優勝、2年連続9度目）
2. ケリー・メルビル　（準優勝）
3. ウィニー・ショー　（ベスト4）
4. カレン・クランツケ　（ベスト4）
5. ジュディ・テガート・ドールトン　（ベスト8）
6. クリスティーナ・サンドバーグ　（ベスト8）
7. レスリー・ハント　（ベスト8）
8. ケリー・ハリス　（3回戦）

## 大会経過

### 男子シングルス
準々決勝
- ロジャー・テーラー vs.  トニー・ローチ　9-7, 7-5, 7-5
- ディック・クリーリー vs.  トム・オッカー　6-1, 3-6, 4-6, 7-5, 6-3
- アーサー・アッシュ vs.  レイ・ラッフェルズ　6-8, 6-3, 6-4, 6-2
- デニス・ラルストン vs.  ジョン・ニューカム　19-17, 20-18, 4-6, 6-3

準決勝
- ディック・クリーリー vs.  ロジャー・テーラー　6-2, 9-11, 8-6, 3-6, 8-6
- アーサー・アッシュ vs.  デニス・ラルストン　6-3, 8-10, 6-3, 2-1 （途中棄権）

### 女子シングルス
準々決勝
- マーガレット・スミス・コート vs.  イボンヌ・グーラゴング　6-3, 6-1
- カレン・クランツケ vs.  ジュディ・テガート・ドールトン　8-6, 11-9
- ウィニー・ショー vs.  レスリー・ハント　6-4, 6-3
- ケリー・メルビル vs.  クリスティーナ・サンドバーグ　6-0, 6-2

準決勝
- マーガレット・スミス・コート vs.  カレン・クランツケ　6-1, 6-3
- ケリー・メルビル vs.  ウィニー・ショー　8-6, 6-4

## 決勝戦の結果
- 男子シングルス： アーサー・アッシュ vs.  ディック・クリーリー　6-4, 9-7, 6-2
- 女子シングルス： マーガレット・スミス・コート vs.  ケリー・メルビル　6-3, 6-1
- 男子ダブルス： スタン・スミス＆ ボブ・ルッツ vs.  ジョン・アレクサンダー＆ フィル・デント　8-6, 6-3, 6-4
- 女子ダブルス： マーガレット・スミス・コート＆ ジュディ・テガート・ドールトン vs.  ケリー・メルビル＆ カレン・クランツケ　6-3, 6-1

## みどころ
- 男子シングルス優勝者のアーサー・アッシュは、黒人のテニス選手として最初の全豪オープンシングルス優勝者になった。アッシュは1968年全米オープンに続く4大大会2勝目を達成。
- 男子シングルス準々決勝で、デニス・ラルストンとジョン・ニューカムの第1・第2セットが 19-17, 20-18 の長さになり、勝者になったラルストンは続くアッシュとの準決勝で途中棄権を余儀なくされた。この試合をきっかけに、全豪オープンでは翌年の大会からすべての部門でタイブレーク制を導入した。